# Companhia do Caminho de Ferro de Guimarães
La Companhia do Caminho de Ferro de Guimarães, fue una empresa portuguesa, que construyó y explotó el tramo entre Trofa y Fafe de la Línea de Guimarães, en Portugal; se fusionó con la Compañía de Porto a Póvoa y Famalicão, formando la Companhia dos Caminhos de Ferro do Norte de Portugal, el 14 de enero de 1927.

## Historia

### Antecedentes y formación
El 11 de julio de 1871, el empresario Simão Gattai fue autorizado a construir un ferrocarril, en sistema de carros americanos, utilizando vías sobre la ruta, uniendo Oporto a Braga, pasando por Santo Tirso y Guimarães; no obstante, en 1874, la concesión pasó a una compañía inglesa, que, en 1879, entró en quiebra, siendo construidos apenas algunos kilómetros de vía. El 16 de abril del mismo año, fue concedida, a António de Moura Soares Velloso y al Vizconde de Ermida, que representaban a una nueva empresa, la construcción de una conexión ferroviaria, en vía ancha, entre Bougado y Guimarães, sin apoyos del Estado.

### Construcción de la Línea de Guimarães y expansión hasta Senhora da Hora y Fafe

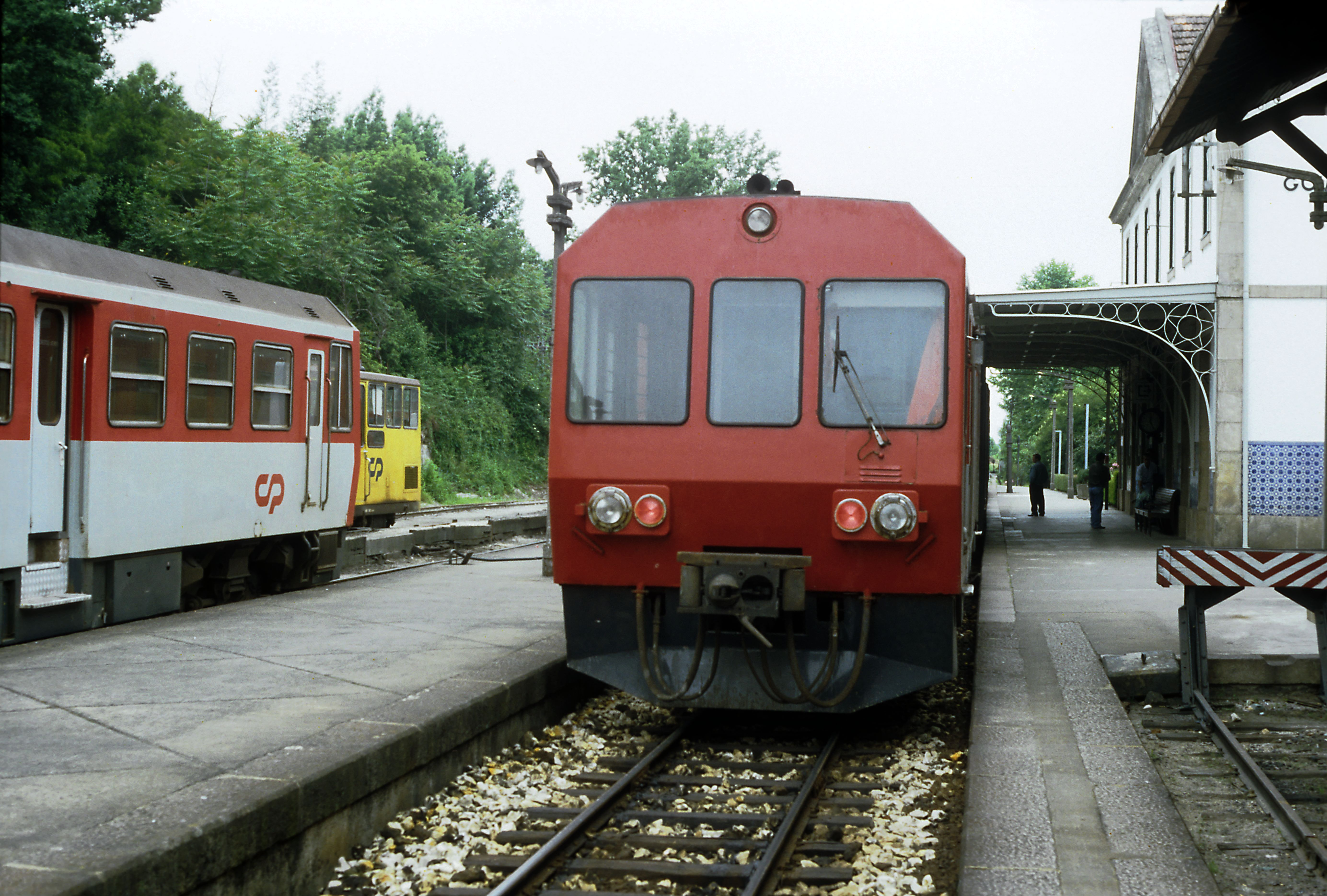
Antigua Estación Ferroviaria de Guimarães.

El 5 de agosto de 1880, fue aceptado el pedido de esta empresa para que la línea fuese construida en vía métrica. Las obras comenzaron a partir de la Trofa, habiendo entrado en servicio el primer tramo, hasta Vizela, el 31 de diciembre de 1883; el tramo entre esta estación y Guimarães abrió el 14 de  abril del año siguiente. El 12 de julio de 1897, esta Compañía pidió autorización, al estado portugués, para construir y explotar la prolongación de la línea hasta Fafe, a partir de Guimarães; a pesar de que el estado hubiese autorizado este proyecto, según un albarán de 2 de julio de 1898, la empresa alteró su pedido el 14 de julio del mismo año, de forma que se tratase tan solo de una concesión provisional. El 1 de agosto del año siguiente, no obstante, el estado convirtió en definitiva la concesión, y, el 2 de mayo de 1900, la empresa pidió que fuesen aplicadas varias ventajas previstas en una ley del 14 de julio de 1899, pues el tramo en cuestión había sido insertado en el Plan de la Red Complementario al Norte del Mondego; este pedido fue aceptado el 23 de junio de 1900, efectuándose un nuevo contracto, de carácter definitivo, que entró en vigor el 22 de noviembre de 1901. El tramo entre Boavista y Senhora da Hora, en conjunto con la Línea de Porto a Póvoa, abrió el 1 de octubre de 1875, y la línea hasta Fafe entró en servicio el 21 de julio de 1907.

### Fusión con la Compañía de Porto a Póvoa y Famalicão
Desde el principio del siglo XX que esta empresa se quiso unir con la Porto a Póvoa y Famalicão, una vez que explotaba la Línea de Porto a Póvoa y Famalicão, que constituía, junto con la Línea de Guimarães, la red secundaria del Miño; la fusión se estuvo efectuando durante casi todo el año de 1908, con una ley del 20 de junio de 1912 estableciendo que la fusión entre estas dos empresas y la concesionaria para construir las Líneas del Alto Miño, de Braga a Guimarães, y de Viana a Ponte da Barca, solo sería autorizada si la vía en la Línea de Porto a Póvoa y Famalicão fuese modificada al ancho métrico, y se construyese una conexión ferroviaria, también con ancho de 1 metro, entre la estación de Mindelo, en esta Línea, y Lousado, en la Línea de Guimarães; después de la fusión, sería redactado un nuevo contrato, con la duración de 80 años, en el cual la empresa resultante de la fusión sería responsable de las líneas ya construidas o proyectadas de las tres compañías que la compusieran. A pesar del inicio de las negociaciones, principalmente en términos financieros, la fusión fue cancelada debido al comienzo de la Primera Guerra Mundial, aunque las dos empresas principales continuasen reuniendo esfuerzos en este sentido. La fusión fue concretizada, con publicación de los nuevos estatutos, el 14 de enero de 1927, que fueron aprobados por una ordenanza, con fecha del 25 del mismo mes; la nueva empresa se denominó Compañía de los Ferrocarriles del Norte de Portugal.

## Características
Ubicada en la Calle de Cedofeita, en Oporto, esta empresa tenía filiales en las estaciones de Guimarães, Vizela, Lordelo, Vila das Aves-Negrelos, Caniços, Santo Tirso, Lousado, y Trofa. En diciembre de 1901, el gerente de esta compañía era António de Moura Soares Velloso.